# Nastri d'argento 1959
Els Nastri d'argento 1959 foren la catorzena edició de l'entrega dels premis Nastro d'Argento (Cinta de plata) que va tenir lloc el 16 de febrer de 1959 al Teatro Sistina de Roma.

## Guanyadors

### Productor de la millor pel·lícula
- Franco Cristaldi - La sfida, I soliti ignoti i L'uomo di paglia
- Goffredo Lombardo - The Naked Maja
- Dino De Laurentiis - La tempesta

### Millor director
- Pietro Germi - L'uomo di paglia
- Mario Monicelli - I soliti ignoti
- Francesco Rosi - La sfida

### Millor guió
- Franco Cristaldi - La sfida, I soliti ignoti i L'uomo di paglia
- Goffredo Lombardo - The Naked Maja
- Dino De Laurentiis - La tempesta

### Millor actor protagonista
- Vittorio Gassman - I soliti ignoti
- Alberto Sordi - Il marito
- Pietro Germi - L'uomo di paglia

### Millor actriu protagonista
- no atorgat
- Giulietta Masina - Fortunella
- Carla Gravina - Amore e chiacchiere

### Millor actriu no protagonista
- Dorian Gray - Mogli pericolose
- Franca Marzi - Fortunella

### Millor actor no protagonista
- Nino Vingelli - La sfida
- Marcello Mastroianni - Racconti d'estate
- Memmo Carotenuto - I soliti ignoti

### Millor banda sonora
- Carlo Rustichelli - L'uomo di paglia
- Piero Umiliani - I soliti ignoti
- Roman Vlad - La sfida

### Millor fotografia en blanc i negre
- Armando Nannuzzi - Giovani mariti
- Leonida Barboni - L'uomo di paglia
- Gianni Di Venanzo - La sfida

### Millor fotografia en color
- Pier Ludovico Pavoni - La muraglia cinese
- Giuseppe Rotunno - The Naked Maja
- Aldo Tonti - La tempesta

### Millor escenografia
- no atorgat
- Mario Chiari - La tempesta
- Piero Filippone - The Naked Maja

### Millor curtmetratge
- Paese d'America de Gian Luigi Polidoro

### Millor pel·lícula estrangera
- Stanley Kubrick - Camins de glòria (Paths of Glory)
- Carl Theodor Dreyer – Vredens Dag
- Kon Ichikawa - L'arpa birmana (Biruma no tategoto)